# Gurisatti Gréta
Gurisatti Gréta (Dunaújváros, 1996. május 14. –) olimpiai- és Európa-bajnoki bronzérmes, világbajnoki ezüstérmes magyar válogatott vízilabdázó, jelenleg a Ferencváros játékosa. Édesapja Gurisatti Gyula világbajnok búvárúszó, para sportlövő.

## Pályafutása
Búvárúszóként kezdett sportolni. Vízilabdázóként 2011-ben U17-es Eb, 2012-ben U19-es Eb és U18-as vb ezüstérmet nyert. 2013-ban az U17-es Eb-n ötödik, a junior vb-n hatodik lett. 2014-ben a madridi U18-as világbajnokságon harmadik, a római U19-es Eb-n negyedik lett. Mindkét eseményen gólkirály lett. 2015 januárjában mutatkozott be a felnőtt válogatottban. 2015-ben részt vett az U20-as világbajnokságon, ahol hetedik volt.
Tagja volt a 2017-es úszó-világbajnokságon szereplő magyar női vízilabda-válogatottnak. A 2018-es Eb-n és a 2019-es vb-n negyedik lett a válogatottal.
2020 szeptemberben Magyar Kupát nyert. Tagja volt a 2021-re halasztott tokiói olimpián bronzérmet szerző válogatottnak. 
2022-ben a LEN-kupa döntőjében maradt alul a klubjával az Etnikosz Pireusszal szemben. 2022 nyarán az FTC-be igazolt.
Tagja volt a magyar női vízilabda-válogatott keretének a 2022-es, hazai rendezésű vizes világbajnokságon. Végül a torna döntőjében az amerikai válogatottól 9-7-re vereséget szenvedett az együttes, így ezüstérmet szereztek Bíró Attila vezetése alatt. Az Európa-bajnokságon vállsérülése miatt nem szerepelt.

## Sikerei
Olimpiai játékok
- bronzérmes: 2021

Világbajnokság
- ezüstérmes: 2022, 2024

Európa-bajnokság
- bronzérmes: 2020

Európa-kupa
- bronzérmes: 2019

Universiade
- ezüstérmes: 2017

U18-as világbajnokság
- ezüstérmes: 2012
- bronzérmes: 2014
- gólkirály: 2014

U19-es Európa-bajnokság
- ezüstérmes: 2012
- gólkirály: 2014

U17-es Európa-bajnokság
- ezüstérmes: 2011

LEN-kupa
- aranyérmes: 2018
- ezüstérmes: 2022
- bronzérmes: 2017

Európai-szuperkupa
- aranyérmes: 2019

Magyar bajnokság
- aranyérmes: 2025
- ezüstérmes: 2014, 2016, 2018, 2019, 2021, 2022, 2024
- bronzérmes: 2013, 2015, 2017, 2023

Magyar kupa
- aranyérmes: 2013, 2019, 2020, 2022
- ezüstérmes: 2014, 2017, 2021, 2023, 2024
- bronzérmes: 2015, 2016, 2018

## Díjai
- Magyar Arany Érdemkereszt (2021)[11]